# Люсія Струс
Люсія Струс (англ. Lusia Strus; нар. 13 грудня 1969) — американська акторка українського походження. Відома своїми театральними роботами з групою неофутуристів Чикаго. В кіно та на телебаченні відома за ролями Алекси в фільмі «50 перших поцілунків» та доктора Ксав'є в серіалі «Розсекречений посібник Неда з виживання в школі».

## Життєпис
Люсія Струс народилася в українській родині в Чикаго. Українська стала її першою мовою, адже в дитинстві Струс регулярно відвідувала у вихідні дні українську школу. Кожне літо вона проводила в українському молодіжному таборі СУМ, що знаходиться в Барабу, штат Вісконсин.
Перші успіхи в театральному мистецтві Струс мала ще в школі, саме тому в 1991 році вступила до Університету штату Іллінойс.
Маючи театральну освіту, Струс приєдналася до неофутуристського ансамблю Грега Аллена в 1993 році, для якого вона написала сольні та ансамблеві виступи. Струс зіграла в таких театрах Чикаго як Steppenwolf, Goodman та Victory Gardens, а також в Curious Theatre Company, Northlight Repertory та інших, окрім того вона працювала на Yoplait, WBEZ та Чиказькому джазовому фестивалі.

## Особисте життя
Була одружена з Майклом А. Пасторелло, нині розлучена.

## Фільмографія
| Рік       |    | Українська назва                                | Оригінальна назва                        | Роль                            |
| --------- | -- | ----------------------------------------------- | ---------------------------------------- | ------------------------------- |
| 1998      | с  | Купідон                                         | Cupid                                    | Витончена жінка                 |
| 1999      | ф  | Відлуння ехо                                    | Stir of Echoes                           | Шейла                           |
| 2000      | с  | Ранковий випуск                                 | Early Edition                            | Петті Давлін                    |
| 2001      | ф  | Таємниця                                        | The Secret                               | Оленка                          |
| 2001      | ф  | Безсмертні душі                                 | Soul Survivors                           | Сувора медсестра                |
| 2001      | ф  | Бажання Денні                                   | Danny's Wish                             | Сінді Реклі                     |
| 2002      | ф  | Дизайн                                          | Design                                   | Даліла                          |
| 2002      | ф  | Без сну до Медісон                              | No Sleep 'til Madison                    | Лорайн                          |
| 2004      | ф  | 50 перших поцілунків                            | 50 First Dates                           | Алекса                          |
| 2005      | ф  | Міс Конгеніальність 2: Озброєна і легендарна    | Miss Congeniality 2: Armed & Fabulous    | Жанін                           |
| 2005      | вг | Нуль: Голос татуювання                          | Zero: Shisei no Koe                      | Кізуна Хімуро, додаткові голоси |
| 2006      | с  | Розслідування Джордан                           | Crossing Jordan                          | Дівчина Едді Довсона            |
| 2006      | ф  | Місячний пиріг                                  | Moonpie                                  | Морін                           |
| 2005—2007 | с  | Розсекречений посібник Неда з виживання в школі | Ned's Declassified School Survival Guide | Доктор Ксав'є                   |
| 2007      | тф | Грати куркою                                    | Playing Chicken                          | Жінка                           |
| 2007      | тф | Я з дурним                                      | I'm with Stupid                          | Жан                             |
| 2010—2012 | с  | Джек у коробці                                  | Jack in a Box                            | Глорія                          |
| 2011      | ф  | Не здавайся                                     | Restless                                 | Рейчел Коттон                   |
| 2011      | с  | Американська сімейка                            | Modern Family                            | Офіцер Блевін                   |
| 2011      | с  | Блакитна кров                                   | Blue Bloods                              | Анжела Джексон                  |
| 2013      | с  | Що б це не було                                 | Whatever This Is.                        | Донна                           |
| 2014      | ф  | Келлі та Кал                                    | Kelly & Cal                              | Міцці                           |
| 2014      | ф  | Менд                                            | The Mend                                 | Беатріса                        |
| 2014      | ф  | Коттон                                          | Cotton                                   | Меггі Мей Купер-Вельс           |
| 2015      | с  | Вейворд Пайнс                                   | Wayward Pines                            | Марсі                           |
| 2016      | с  | Пошукова компанія                               | Search Party                             | Меліса Монтемайор               |
| 2016—2017 | с  | Гарна поведінка                                 | Good Behavior                            | Естель                          |
| 2018      | с  | Новий Амстердам                                 | New Amsterdam                            | Джефферс                        |
| 2018—2019 | с  | Кігті                                           | Claws                                    | Бренда                          |
| 2019      | с  | Чорний список                                   | The Blacklist                            | Маргеріт Ренар                  |
| 2019      | ф  | Обманювати                                      | Buffaloed                                | Френсіс                         |